# German Onugkha
German Olegovich Onugkha (tiếng Nga: Герман Олегович Ону́гха; sinh ngày 6 tháng 7 năm 1996) là một cầu thủ bóng đá người Nga thi đấu cho F.K. Volgar Astrakhan.

## Sự nghiệp câu lạc bộ
Anh có màn ra mắt tại Giải bóng đá chuyên nghiệp quốc gia Nga cho F.K. Zenit Penza vào ngày 1 tháng 9 năm 2017 trong trận đấu với FC Ryazan.

## Đời sống cá nhân
Mẹ anh là người Nga và bố anh là người Nigeria.